# Décès en 914
Décès
- 910
- 911
- 912
- 913
- 914
- 915
- 916
- 917
- 918

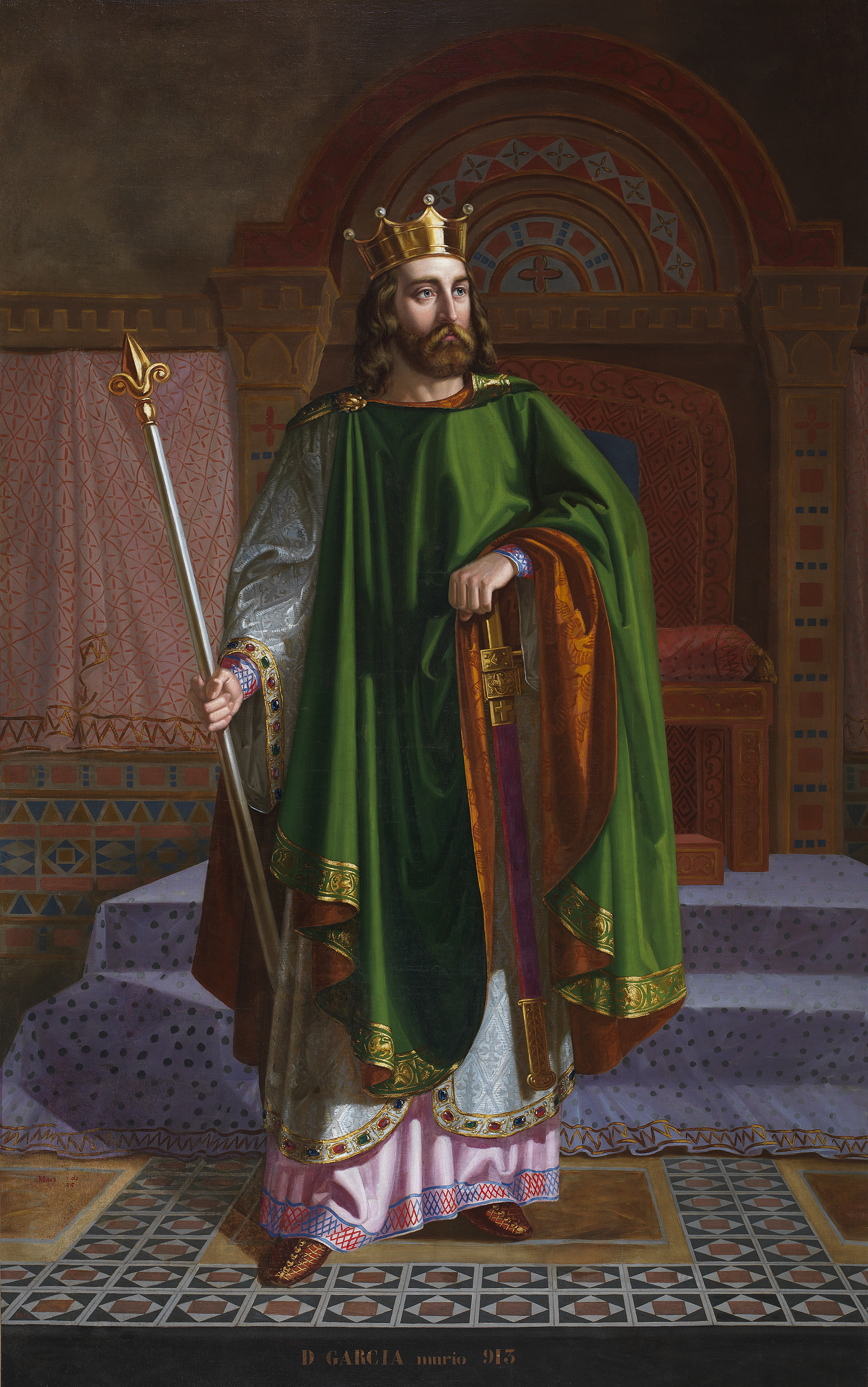
García Ier d'Oviedo mort en 914.

Cette page dresse une liste de personnalités mortes au cours de l'année 914 :
- 12 janvier : Ahmad II,  émir des Samanides.
- 19 janvier :: García Ier d'Oviedo, roi d'Oviedo.
- 5 février : Landon, pape.
- 28 juillet : Géran, 40e évêque d'Auxerre.

- Gauzlin II du Maine, comte du Maine.
- Pierre (it), évêque de Bénévent.

## Crédit d'auteurs
- Cet article est partiellement ou en totalité issu de l'article intitulé « 914 » (voir la liste des auteurs).